# Pektolit
Pektolit (Yuksporyt) – minerał z gromady krzemianów. Należy do grupy minerałów rzadkich.
Nazwa pochodzi od gr. pektos = złożony i lithos = kamień, skała.

## Właściwości
Zazwyczaj tworzy kryształy (często pseudojednoskośne) o pokroju słupkowym, pręcikowym, igiełkowym. Czasami tworzy zbliźniaczenia. Występuje w skupieniach zbitych, nerkowatych, groniastych, włóknistych o budowie promienistej. Jest kruchy, półprzezroczysty, czasami kryształy wykazują efekt kociego oka.

## Występowanie
Najczęściej spotykany jest w utworach hydrotermalnych, przeważnie w szczelinach, druzach, pustkach pogazowych zasadowych skał magmowych i pegmatytach. Występuje głównie w serpentynitach, amfibolitach, skarnach, i marmurach. 

Najczęściej współwystępuje z takimi minerałami jak: zeolity, kalcyt, prehnit, diopsyd, grossular, natrolit, laumontyt, heulandyt. 
Miejsca występowania:
- USA - Bergen Hill (Tunnel), New Jersey (piękne, białe i bezbarwne kryształy, osiągają wielkość kilku cm), Kalifornia, Arkansas (kryształy różowe), Alaska (niebieskozielone kryształy – tzw. „żad pektolitowy”),
- Kanada – rejon Ontario, Quebec (wspaniale wykształcone, niebieskozielone i białe kryształy),
- Dominikana (niebieskie i ciemnoniebieskie kryształy – tzw. larimar),
- Włochy,
- Szwecja (kryształy przypominają azbest),
- Czechy, Wielka Brytania, Rosja, Maroko, RPA, Grenlandia.

W Polsce został stwierdzony w okolicach Bielska-Białej (Beskidy) i w Jordanowie k. Sobótki (Dolny Śląsk).

## Zastosowanie
- ma znaczenie naukowe,
- jest cennym kamieniem kolekcjonerskim,
- czasami stosowany jako kamień jubilerski (nadaje się mu formę kaboszonów, czasami szlifuje fasetkowo).